# Targa Florio 1933

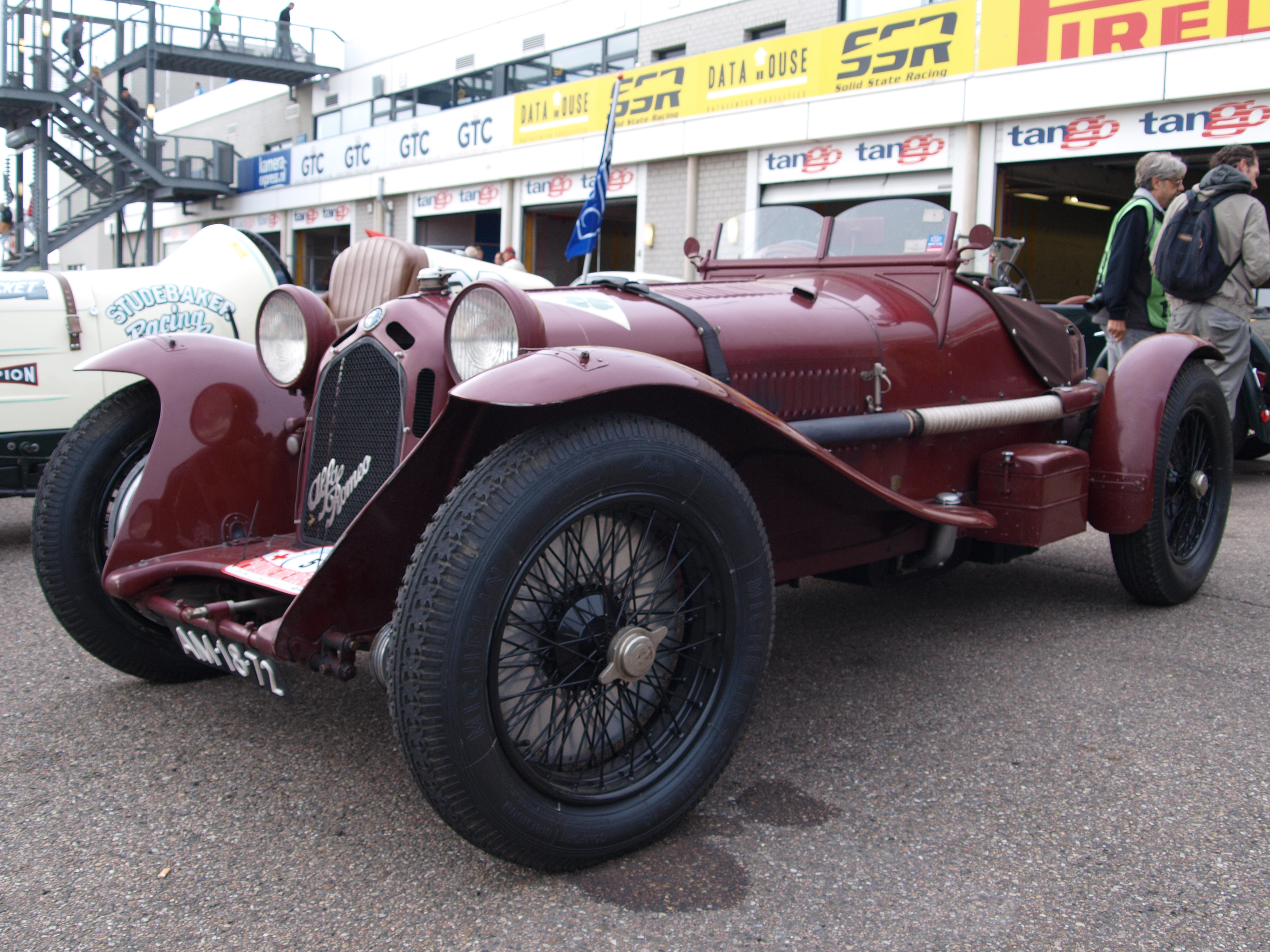
Alfa Romeo 8C 2300 Monza

Die 24. Targa Florio, auch XXIV Targa Florio, auf Sizilien war ein Rundstreckenrennen über sieben Runden mit einer Gesamtdistanz von 504 Kilometern auf dem Piccolo circuito delle Madonie. Es wurde auf abgesperrten, sonst öffentlichen Straßen ausgetragen und fand am 28. Mai 1933 statt.

## Das Rennen
1933 endete die Alleinherrschaft des Targa-Gründers Vincenzo Florio. Florio, der einer einflussreichen und vermögenden Familie Palermos entstammt, hatte immer eigenmächtiger agiert und sich so den Ummut sizilianischer Politiker zugezogen. 1933 übernahm der italienische Automobilclub, der eine Filiale in Palermo unterhielt, die Veranstaltung des Rennens.
1933 waren mit Ausnahme dreier Bugattis ausschließlich Fahrzeuge der Marke Alfa Romeo am Start. Nur fünf der 14. gestarteten Fahrzeuge kamen in den Wertung; alle gewerteten Rennwagen war ausschließlich Alfa Romeos. Der Sieg ging an Antonio Brivio, der einen Alfa Romeo 8C 2300 Monza der Scuderia Ferrari politierte.

## Ergebnisse

### Schlussklassement
| 1               | Categoria Corsa senza Limiti | 8  | Scuderia Ferrari           | Antonio Brivio             | Alfa Romeo Monza 2.3 | 6:35:06,200 |
| 2               | Categoria Corsa senza Limiti | 4  | Renato Balestrero          | Renato Balestrero          | Alfa Romeo 8C 2300   | 6:55:52,600 |
| 3               | Categoria Corsa senza Limiti | 5  | Scuderia Ferrari           | Guglielmo Carraroli        | Alfa Romeo Monza 2.3 | 7:07:45,000 |
| 4               | Categoria Corsa senza Limiti | 24 | Carlo Gazzabini            | Carlo Gazzabini            | Alfa Romeo 8C 2300   | 7:21:02,600 |
| 5               | Categoria Corsa senza Limiti | 18 | Remo d’Alessio             | Remo d’Alessio             | Alfa Romeo 8C 2300   | 7:34:11,000 |
| Nicht klassiert |                              |    |                            |                            |                      |             |
| 6               | Categoria Corsa senza Limiti | 2  | Letterio Cucinotto Piccolo | Letterio Cucinotta Piccolo | Bugatti T37          | 7:51:02,000 |
| Ausgefallen     |                              |    |                            |                            |                      |             |
| 7               | Categoria Corsa senza Limiti | 11 | Lillo Napoli               | Lillo Napoli               | Alfa Romeo 8C 2300   |             |
| 8               | Categoria Corsa senza Limiti | 7  | Giuseppe Virgilio          | Giuseppe Virgilio          | Alfa Romeo 6C 1750   |             |
| 9               | Categoria Corsa senza Limiti | 3  | Vincenzo Lo Bue Vanni      | Vincenzo Lo Bue Vanni      | Alfa Romeo 6C 1750   |             |
| 10              | Categoria Corsa senza Limiti | 26 | Pietro Ghersi              | Pietro Ghersi              | Alfa Romeo 8C 2300   |             |
| 11              | Categoria Corsa senza Limiti | 10 | Scuderia Ferrari           | Baconin Borzacchini        | Alfa Romeo Monza 2.6 |             |
| 12              | Categoria Corsa senza Limiti | 2  | Agostino Giardina          | Agostino Giardina          | Bugatti T37          |             |
| 13              | Categoria Corsa senza Limiti | 14 | Giovanni Brucato           | Francesco Toia             | Bugatti T35C         |             |
| 14              | Categoria Corsa senza Limiti | 6  | Costantino Magistri        | Costantino Magistri        | Alfa Romeo 8C 2300   |             |

### Nur in der Meldeliste
Hier finden sich Teams, Fahrer und Fahrzeuge, die ursprünglich für das Rennen gemeldet waren, aber aus den unterschiedlichsten Gründen daran nicht teilnahmen.
| Pos. | Klasse                       | Nr. | Team             | Fahrer           | Chassis     |
| ---- | ---------------------------- | --- | ---------------- | ---------------- | ----------- |
| 15   | Categoria Corsa senza Limiti | 14  | Giovanni Brucato | Salvatore Casano | Bugatti T35 |

### Klassensieger
| Klasse                       | Fahrer         | Fahrzeug                 | Platzierung im Gesamtklassement |
| ---------------------------- | -------------- | ------------------------ | ------------------------------- |
| Categoria Corsa senza Limiti | Antonio Brivio | Alfa Romeo 8C 2300 Monza | Gesamtsieg                      |

### Renndaten
- Gemeldet: 15
- Gestartet: 14
- Gewertet: 5
- Rennklassen: 1
- Zuschauer: unbekannt
- Wetter am Renntag: warm und trocken
- Streckenlänge: 72,000 km
- Fahrzeit des Siegerteams: 6:35:06,200 Stunden
- Gesamtrunden des Siegerteams: 7
- Gesamtdistanz des Siegerteams: 504,000 km
- Siegerschnitt: 76,729 km/h
- Schnellste Trainingszeit: unbekannt
- Schnellste Rennrunde: Baconin Borzacchini - Alfa Romeo Monza 2.6 (#10) – 54:11,000 = 79,929 km/h
- Rennserie: zählte zu keiner Rennserie